# Sezon 2009/2010 w hokeju na lodzie
Sezon 2009/2010 w hokeju na lodzie to artykuł dotyczący rozgrywek reprezentacyjnych oraz klubowych w tej dyscyplinie sportu. Największą imprezą sezonu były igrzyska olimpijskie w Vancouver, w których wystartowali zarówno mężczyźni jak i kobiety.

## Rozgrywki reprezentacyjne
Najważniejszymi rozgrywkami tego sezonu wśród drużyn narodowych były igrzyska olimpijskie. Wystartowało w nich 12 drużyn męskich oraz 8 żeńskich. Z powodu igrzysk przerwane zostały m.in. rozgrywki w KHL oraz NHL.
Ponadto odbyły się mistrzostwa świata mężczyzn, juniorów w dwóch kategoriach wiekowych: do lat 20 i do lat 18 oraz mistrzostwa świata juniorek. Nie odbył się natomiast turniej mistrzowski hokeistek.
Cztery najlepsze drużyny europejskie uczestniczyły w czterech turniejach należących do cyklu Euro Hockey Tour: Czech Hockey Games, Karjala Cup, Channel One Cup oraz LG Hockey Games.

### Igrzyska olimpijskie
| Konkurencja      | Data                | Złoto  | Srebro            | Brąz      |
| Turniej mężczyzn | 16 – 28 lutego 2010 | Kanada | Stany Zjednoczone | Finlandia |
| Turniej kobiet   | 13 – 22 lutego 2010 | Kanada | Stany Zjednoczone | Finlandia |

### Mistrzostwa świata
| Impreza                     | Miejsce                          | Złoto             | Srebro            | Brąz      |
| Mistrzostwa świata          | Kolonia, Mannheim, Gelsenkirchen | Czechy            | Rosja             | Szwecja   |
| Mistrzostwa świata U-20     | Saskatoon, Regina                | Stany Zjednoczone | Kanada            | Szwecja   |
| Mistrzostwa świata U-18     | Mińsk                            | Stany Zjednoczone | Szwecja           | Finlandia |
| Mistrzostwa świata juniorek | Chicago                          | Kanada            | Stany Zjednoczone | Szwecja   |

### Euro Hockey Tour
| Impreza                | Miejsce                | Złoto     | Srebro    | Brąz      |
| Czech Hockey Games     | Karlowe Wary, Podolsk  | Czechy    | Rosja     | Finlandia |
| Karjala Cup            | Helsinki, Jönköping    | Rosja     | Finlandia | Szwecja   |
| Channel One Cup        | Moskwa, Karlowe Wary   | Finlandia | Rosja     | Czechy    |
| LG Hockey Games        | Sztokholm, Helsinki    | Finlandia | Czechy    | Rosja     |
| Klasyfikacja generalna | Klasyfikacja generalna | Finlandia | Rosja     | Czechy    |

## Rozgrywki klubowe
Najważniejsze rozgrywki klubowe - liga National Hockey League rozpoczęła sezon 1 października 2009 roku. Zwycięzcą Pucharu Stanleya zostało w czerwcu 2010 roku Chicago Blackhawks pokonując cztery razy (przy dwóch porażkach) Philadelphia Flyers. Uczestniczyło w walce o to trofeum 30 drużyn: 24 pochodzących ze Stanów Zjednoczonych oraz 6 z Kanady. Obrońcą tytułu była drużyna Pittsburgh Penguins.
Meczem o Puchar Otwarcia, swój drugi sezon w historii 10 września 2009 roku rozpoczęła Kontinientalnaja Chokkiejnaja Liga zrzeszająca 21 drużyn rosyjskich oraz po jednej białoruskiej, łotewskiej i kazachskiej. Po roku gry w KHL wycofała się drużyna Chimika Woskriesiensk, którą zastąpił klub Automobilist Jekaterynburg. Zdobywcę Pucharu Gagarina poznamy najpóźniej 27 kwietnia 2010 roku. Obrońcą tytułu jest drużyna Ak Bars Kazań.
Nie odbyła się druga edycja Hokejowej Ligi Mistrzów. Rozgrywki odwołano z powodów finansowych. Odbył się za to Puchar Wiktorii, którego zwycięzcą została drużyna ZSC Lions pokonując Chicago Blackhawks.
Po raz 54. polscy hokeiści walczyli o Mistrzostwo Polski. W zmienionej formule w walce o mistrzostwo grało 10 drużyn ekstraligi oraz 9 drużyn pierwszej ligi.
| Rozgrywki            | Trofeum             | Data                                | Triumfator           | Finalista               |
| NHL                  | Puchar Stanleya     | 1 października 2009 – czerwiec 2010 | Chicago Blackhawks   | Philadelphia Flyers     |
| KHL                  | Puchar Gagarina     | 10 września 2009 – 27 kwietnia 2010 | Ak Bars Kazań        | HK MWD Bałaszycha       |
| SM-liiga             | Kanada-malja        | 10 września 2009 – 28 kwietnia 2010 | TPS Turku            | Hämeenlinnan Pallokerho |
| Elitserien           | Puchar Le Mata      | 21 września 2009 – 24 kwietnia 2010 | HV 71 Jönköping      | Djurgårdens IF          |
| O2 Extraliga         | ?                   | 9 września 2009 – 23 marca 2010     | HC Pardubice         | HC Vítkovice Steel      |
| Polska Liga Hokejowa | ?                   | 13 września 2009 – 20 marca 2010    | Podhale Nowy Targ    | Cracovia                |
| Puchar Wiktorii      | Puchar Wiktorii     | 29 września 2009                    | ZSC Lions            | Chicago Blackhawks      |
| Puchar Spenglera     | Puchar Spenglera    | 26 - 31 grudnia 2009                | Dynamo Mińsk         | HC Davos                |
| Puchar Kontynentalny | ?                   | 25 września 2009 – 17 stycznia 2010 | EC Red Bull Salzburg | Junost Mińsk            |
| Liga Mistrzów        | Silver Stone Trophy | 11 września 2009 – 27 stycznia 2010 | Rozgrywki odwołano   | Rozgrywki odwołano      |